# انتروکوک گالیناروم
انتروکوک گالیناروم (Enterococcus gallinarum) گونه ای از انتروکوک است. این باکتری به‌طور ذاتی به مقادیر کم وانکومایسین مقاوم است. انتروکوک گالیناروم و انتروکوک کاسلی فلاووس، دو گونه متحرک انتروکوکی هستند. سایر انتروکوک ها غیر متحرک می باشند. انتروکوک گالیناروم، بیشتر در روده پرندگان دیده شده است. عفونت های آن در انسان، بسیار نادر است.